# Nofollow
nofollow är ett möjligt värde på ett attribut i HTML. Attributet anger att sökmotorerna på WWW inte skall följa länkar i ett HTML-dokument, indexera målsidor eller bry sig om länkarna vid bestämning av målsidors popularitet. Attributet har olika betydelse i ”meta”- och ”a”-element.

## Robots<META>-taggar
Här följer ett exempel på hur nofollow kan användas inom HEAD-elementet i ett HTML-dokument, dvs. mellan <head> och </head>:
```
<
meta
 
name
=
"robots"
 
content
=
"index,nofollow"
 
/>

```

När nofollow används på det sättet, föreslår man sökmotorerna att inte följa några länkar i dokumentet.

## rel="nofollow"
En nyare användning av nofollow 
är såsom värde till attributet rel i A-element. Härigenom kan man föreslå sökmotorerna att inte beakta länkarna där rel="nofollow" återfinns, då de bestämmer målsidors popularitet.

### Syftet med rel="nofollow"
Webbplatser, som möjliggör för utomstående att lägga till innehåll som blir synligt i HTML-format, är ofta utsatta för ovidkommande länkar i syfte att öka målsidornas popularitet hos söktjänsterna (kommentarspam, en form av sökmotoroptimering). Engelska uttryck för fenomenet är spam in blogs och comment spam. Det huvudsakliga syftet med rel="nofollow", som typiskt sett inkluderas i externa länkar som tillförts av utomstående, är att minska incitamentet för sådant missbruk.

### Söktjänsternas respons
Söktjänsterna avgör själva hur de skall reagera på nofollow. Enligt vad de själva säger, förhindrar Google och Yahoo! att nofollow-länkar ökar målsidornas popularitet.

### Användning i Wikimedia-projekten
Idag inkluderas rel="nofollow" i externa länkar inom alla Wikimedias wikier, inklusive svenska Wikipedia.
Exempel

För wikikoden [http://www.example.com/ Min hemsida], som resulterar i den externa länken Min hemsida, ser HTML-uppmärkningen ut så här:
```
<
a
 
href
=
"http://www.example.com/"
 
class
=
"external text"
 
rel
=
"nofollow"
>
Min hemsida
</
a
>

```